# ودي غرين
ودي غرين (بالإنجليزية: Woody Green)‏ هو لاعب كرة قدم أمريكية أمريكي، ولد في 20 يونيو 1951 في Warren, Oregon ‏ في الولايات المتحدة.

## وصلات خارجية
- ودي غرين على موقع مرجع كرة القدم المحترفة.كوم (الإنجليزية)